# Mirador d’en Josep Sastre
Der Mirador d’en Josep Sastre ist ein Aussichtspunkt in der Gemeinde Andratx auf der spanischen Mittelmeerinsel Mallorca. Er liegt in den südlichen Ausläufern der Serra de Tramuntana 450 Meter über dem Meer und erlaubt eine spektakuläre Aussicht auf die vorgelagerte Insel Sa Dragonera. Der deutsche Wanderpionier Herbert Heinrich nannte die gemauerte Brüstung am Rand der Steilküste „Teufelskanzel“.

## Erreichbarkeit

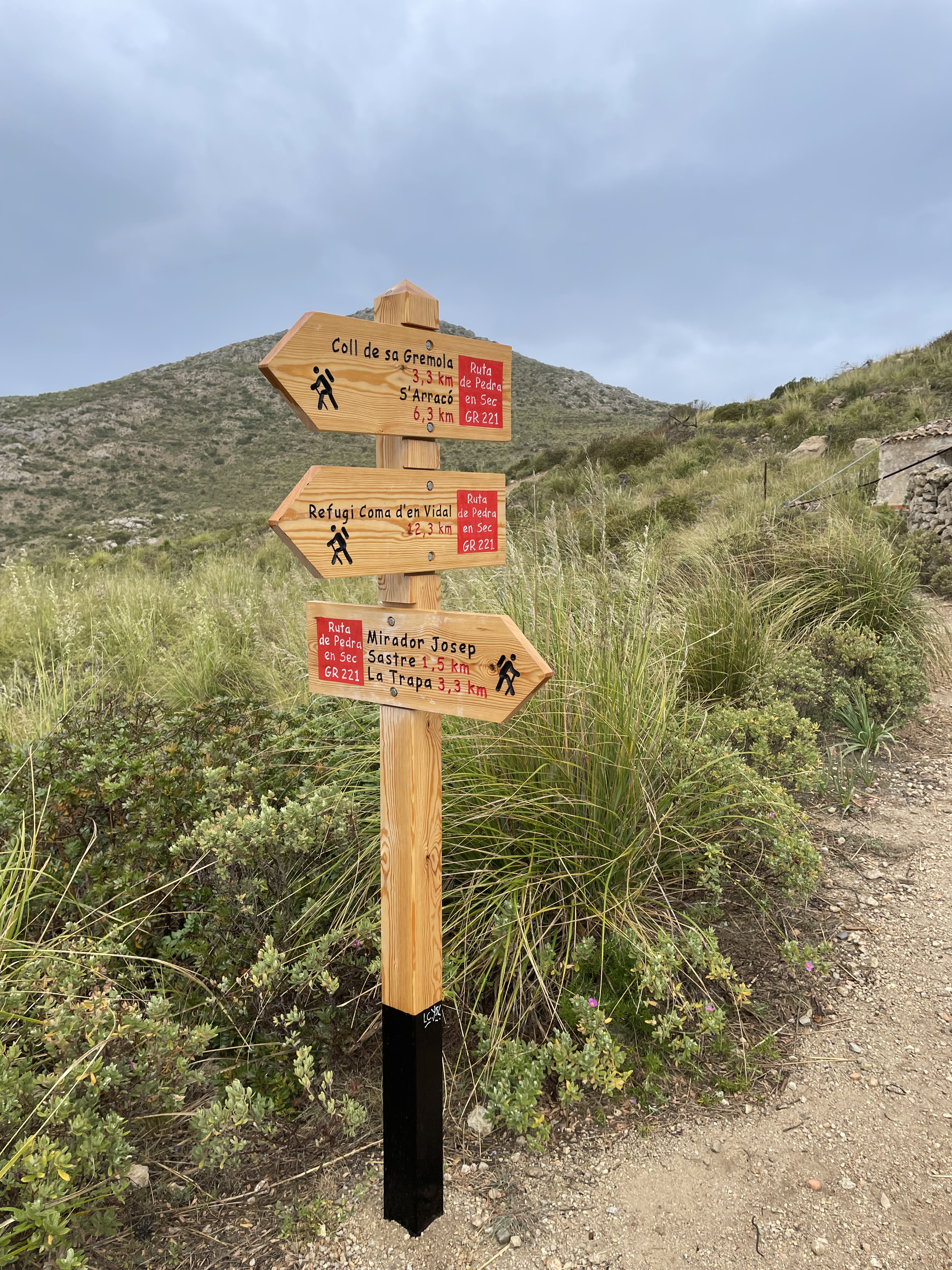
Ausschilderung zum Aussichtspunkt

Der Aussichtspunkt befindet sich am mallorquinischen Fernwanderweg GR 221 auf der Etappe zwischen dem ehemaligen Kloster La Trapa und Estellencs. Den einfachsten Zugang hat man von der Landstraße Ma-10 vom Rast- und Wanderparkplatz am Coll de sa Gremola, einem 344 Meter hohen Pass, fünf Kilometer nördlich von Andratx. Von der Passhöhe führt ein ausgeschilderter Wanderweg zum Mirador d'en Josep Sastre. Für Hin- und Rückweg sind etwa dreieinhalb Gehstunden einzuplanen.